# Mamadou N'Diaye (1995)
Mamadou N'Diaye (Thiès, 28 de maio de 1995) é um futebolista profissional senegalês que atua como defensor.

## Carreira
Mamadou N'Diaye começou a carreira no Montpellier.